# Bogini

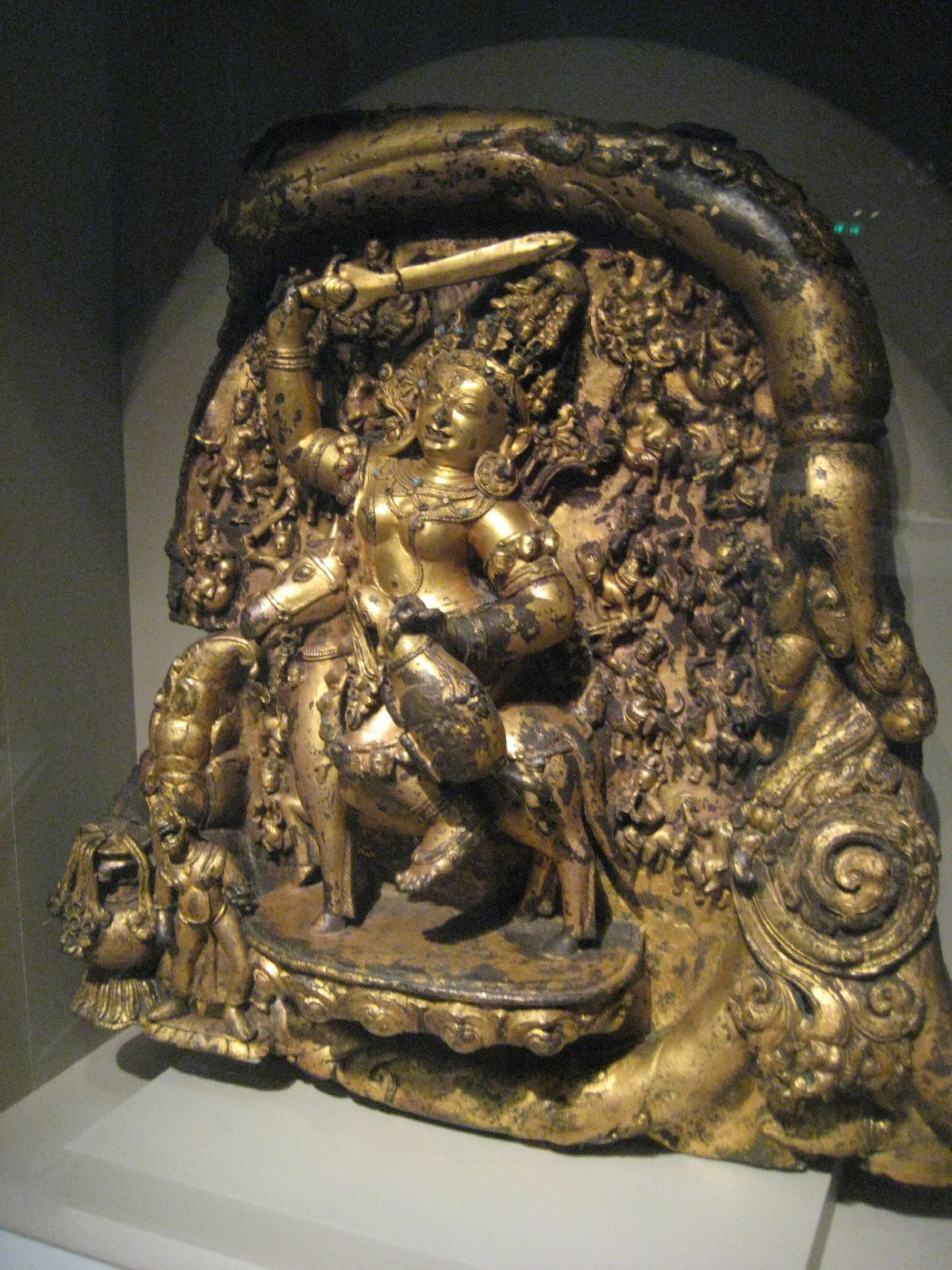
Lhamo - tybetańska bogini

Bogini – personifikacja Absolutu lub różnych jego aspektów, boska istota nadprzyrodzona w formie żeńskiej postaci antropomorficznej.
W zależności od danej kultury, boginie były pojmowane jako byty niezależne, wszechogarniające, określane przez religioznawców jako Bogini Matka, Wielka Bogini, Matka Bogów, lub też jako jedno z wielu bóstw o określonych funkcjach i atrybutach w systemach politeistycznych. Kult Bogini istniał już w neolicie, lecz jest również obecnie silny zwłaszcza w hinduizmie, gdzie jest ona czczona pod wieloma postaciami i imionami. Występuje tam ona zarówno w postaci Wielkiej Matki (Kali), w formach bóstw występujących w starożytnych mitach (np. Lakszmi lub Parwati), jak i w postaci pierwotnych wiejskich bóstw ochronnych (np. Manasa). Obecna również w niektórych odłamach chrześcijaństwa (np. Kolyrydianie, czczący Marię z Nazaretu jako boginię). W wierzeniach starosemickich (ugaryckich, kananejskich) główną boginią była Aszirat, żona boga Ela, później utoźsamionego z Jahwe.